# Heinz Burchardt
Heinz Burchardt (* 1. April 1915 in Berlin; † 9. Dezember 1980 in München) war ein Oberstleutnant der Wehrmacht, Generalmajor des Heeres der Bundeswehr und Abteilungsleiter des Bundesnachrichtendienstes.

## Leben

### Reichswehr und Wehrmacht
Burchardt wurde als Sohn eines Beamten geboren. Am 1. April 1934 trat er als Offizieranwärter in der Nachrichtenabteilung (A) in Potsdam in die Reichswehr ein, wo er bis März 1936 diente. Dann wechselte er zur Nachrichtenabteilung 37 in Weimar, wo er am 1. April 1936 zum Leutnant ernannt wurde und bis November 1938 Kompanieoffizier und Adjutant war. Anschließend war er bis August 1939 Nachrichtenoffizier beim Kommandeur der Nachrichtentruppe XIV in Magdeburg, wo er am 1. Juli 1939 zum Oberleutnant befördert wurde. Dann wurde er als Sachbearbeiter zum Chef des Heeresnachrichtenwesens im Generalstab des Heeres/Oberkommando des Heeres versetzt, wo er den Beginn des Zweiten Weltkrieges erlebte. Von Mai bis Dezember 1940 war er Kompaniechef in der Nachrichtenabteilung 269 in Frankreich und Dänemark und von Dezember 1940 bis März 1942 Adjutant beim Nachrichtenführer der Panzergruppe 1, umbenannt in 1. Panzerarmee, in Rumänien, Bulgarien und der Sowjetunion. Am 1. Februar 1942 wurde er Hauptmann und im Mai 1942 Abteilungskommandeur der Panzernachrichtenabteilung 2, wo er am 1. Januar 1943 Major wurde und mit der er in der Sowjetunion eingesetzt war. Im April 1943 kehrte er als Referent Nachrichtentruppe in den Generalstab des Heeres/Oberkommando des Heeres zurück. Im August 1944 wurde er, nach dem Attentat vom 20. Juli 1944, kurzzeitig Gruppenleiter Personal und Adjutant beim Chef Heeresnachrichtenwesen/Oberkommando des Heeres. Im September 1944 wechselte er als Lehrer für Nachrichtenwesen an die Kriegsakademie in Hirschberg im Riesengebirge, wo er am 1. Dezember 1944 zum Oberstleutnant ernannt wurde. Dort erlebte er das Kriegsende und war von Mai bis Juni 1945 kurzzeitig in Kriegsgefangenschaft.

### Nachkriegszeit
Nach der Entlassung aus der Kriegsgefangenschaft war Burchardt bis 1948 selbständiger Inhaber einer Kunstgewerbe- und Modewerkstatt in München. Von 1948 bis Mai 1954 war er selbständiger Handelsvertreter für Textilien unter anderem für die Astra-Wollwerk GmbH und Schweizer Unternehmen. Von München aus war er dabei in Bayern und Hessen tätig.

### Bundeswehr
Am 21. Januar 1956 wurde Burchardt als Oberstleutnant in die Bundeswehr eingestellt. Ab Februar 1958 war er zunächst als Referent in und später als Referatsleiter des Referats III 6 der Abteilung Personal im Bundesministerium der Verteidigung auf der Hardthöhe in Bonn tätig. Von Oktober 1960 bis Juli 1961 war er stellvertretender Brigadekommandeur der Panzergrenadierbrigade 7 in Hamburg und von August 1961 bis Juli 1965 Kommandeur der Fernmeldeschule des Heeres in Feldafing, wo er am 17. Juli 1962 zum Brigadegeneral ernannt wurde. Von August 1965 bis März 1966 war er zur besonderen Verwendung im Bundeswehramt in Bonn, bevor er im April 1966 Unterabteilungsleiter VI (Fernmeldewesen und Elektronik) im Führungsstab der Streitkräfte im Bundesministerium der Verteidigung in Bonn wurde.

### Bundesnachrichtendienst
Im Oktober 1970 wurde Burchardt, unter Ernennung zum Generalmajor, zum Bundesnachrichtendienst versetzt, wo er Abteilungsleiter II (Technische Beschaffung) wurde. Diese Funktion hatte er bis zu seiner Versetzung in den einstweiligen Ruhestand im März 1973 inne.

## Auszeichnungen
- Eisernes Kreuz I. Klasse
- Verdienstkreuz I. Klasse des Verdienstordens der Bundesrepublik Deutschland
- 18. März 1973 Großes Verdienstkreuz des Verdienstordens der Bundesrepublik Deutschland